# Faites gaffe à Lagaffe
Ne doit pas être confondu avec l'album n° 15 Gaffe à Lagaffe ! ni le film Fais gaffe à la gaffe !
Faites gaffe à Lagaffe est le 16e album dans la série originale de Gaston et le 19e dans les rééditions à l'occasion des 40 ans de Gaston, dont il est le seul inédit. Il est sorti en 1999 aux éditions Marsu Productions. D'abord appelé simplement Gaston 19, il est retitré Faites gaffe à Lagaffe lors du repackaging de la série en 2009.
En 2018, lors de la sortie d'une nouvelle série reprenant l'intégralité des gags de Gaston accompagné d'inédits, le contenu de cet album est paru principalement dans le tome 21 (Ultimes bévues) pour les gags récents et le tome 18 (Lagaffe mérite des baffes) pour les gags sur les piles Bidule. Le reste des gags apparaissent dans les autres albums selon leur chronologie de parution en planche dans Spirou ou ailleurs.

## Contenu
Cet album contient une série de gags inédits, anciens ou nouveaux.
Il comporte à la fin quatre gags inédits non parus en journaux (dont Spirou) sur lesquels Franquin travaillait en dernier avant de mourir. Seule la dernière est inachevée et reprend un autre gag de Gaston présent en page de titre d'un album.